# 本梅川
本梅川（ほんめがわ）は、京都府亀岡市本梅町西加舎から南丹市園部町船阪へ流れる淀川三次支流の川。園部川の支流としては最大の流域面積がある。

## 地理
本梅川は、本梅町西部の山地である西加舎の古釜・中田を起点として北流、宮前町猪倉辺りから国道372号に沿って流れ、園部町南大谷の手前から北西に振り、園部町宍人から北上、南丹市園部町船阪で園部川の右岸に流入する。流域は田園地帯で、盆地の底を流れる。本梅川と並走する国道372号一帯の北東側の山地は、タングステンなどを採掘していた鉱山地帯である。一方の南西側の山地は堆積岩が露出しており、化石が見られる。

## 流域の村
亀岡市
- 西部地域
  - 本梅町
  - 宮前町
  - 東本梅町

南丹市
- 園部町
  - 西本梅地域
    - 南大谷
    - 若森
    - 殿谷
    - 埴生
    - 南八田

  - 摩気地域
    - 宍人
    - 大西
    - 船阪

## 主な支流
亀岡市域
- 南川
- 北条川
  - 五坪川
- 苔川
- 北川
- 神田川
- 音羽川

南丹市域
- 藪田川
- 宮ノ谷川
- 蛇ヶ谷川
- 奈良ヶ谷川
- 八田川
  - 芋掘谷川
  - 西埴生川
- 長谷川
- 奥の谷川
- 高原川

## 主な橋梁
本梅川にある主な橋は、上流から順に次の通りである。
亀岡市域
- 小川橋 – 　亀岡市本梅町
- 三十代橋 – 亀岡市本梅町
- 樋の口橋 – 亀岡市本梅町
- 御興橋 – 　亀岡市本梅町
- 氷車橋 – 　亀岡市本梅町
- 梅原橋 – 　亀岡市本梅町
- 井手橋 – 　亀岡市本梅町
- 小井根橋 – 亀岡市本梅町
- 上の橋 – 　亀岡市本梅町
- 平松中の橋 – 亀岡市本梅町
- 中野大橋 – 亀岡市本梅町
- 猪倉橋 – 　亀岡市本梅町
- 鯨橋 – 　　亀岡市宮前町
- 仮家橋 – 　亀岡市宮前町
- 宮前橋 – 　亀岡市宮前町
- 才田橋 – 　亀岡市東本梅町
- 水橋 – 　　亀岡市東本梅町

南丹市域
- 若森橋 – 　南丹市園部町若森
- 本梅川橋 – 南丹市園部町埴生
- 殿谷橋 – 　南丹市園部町埴生
- 渡町橋 – 　南丹市園部町埴生
- 三反田橋 – 南丹市園部町埴生
- 宍人橋 – 　南丹市園部町宍人
- 堂の橋 – 　南丹市園部町宍人
- 学校前橋 – 南丹市園部町宍人
- 大西橋 – 　南丹市園部町宍人
- 大西大橋 – 南丹市園部町大西
- 岩鼻橋 – 　南丹市園部町船阪

## 漁業権
亀岡市宮前猪倉橋から下流は、大堰川漁業協同組合の漁業権域に属している。

## 河川防災カメラ
南丹市設置
- 南丹市園部町船阪。園部川と本梅川の合流地点に設置されている。

国土交通省河川情報センター設置
- 南丹市園部町宍人。学校前橋付近に設置されている。

## 流域にある水道施設
亀岡市域
- 本梅地区農業集落排水処理施設「本梅浄化センター」 – 亀岡市本梅町
- 宮前地区農業集落排水処理施設「宮前浄化センター」 – 亀岡市宮前町
- 半国地区農業集落排水処理施設「半国浄化センター」 – 亀岡市東本梅町

南丹市域
- 園部本梅水道施設 – 南丹市園部町南八田
- 園部船阪水道施設 – 南丹市園部町船阪
- 園部西本梅浄化センター – 南丹市園部町埴生
- 園部摩気東部地区農業集落排水処理施設 – 南丹市園部町半田

## 流域にある主な施設
本梅川流域にある主な施設は、上流から順に次の通りである。
亀岡市域
- 加舎の里カントリー（ゴルフ場） – 亀岡市本梅町
- ほんめ町ふれあいセンター（本梅町自治会館） – 亀岡市本梅町
- 旧亀岡市立本梅小学校 – 亀岡市本梅町
- 亀岡警察署 本梅駐在所 – 亀岡市本梅町
- 亀岡市立本梅こども園 – 亀岡市本梅町
- 本梅郵便局 – 亀岡市本梅町
- ききょうの里 – 亀岡市宮前町
- 半国山ハイキングコース – 亀岡市宮前町
- 亀岡警察署 宮前駐在所 – 亀岡市宮前町
- 宮前町自治会館 – 亀岡市宮前町
- 亀岡宮前郵便局 – 亀岡市宮前町
- 青野ゴルフクラブ – 亀岡市宮前町
- 旧亀岡市立青野小学校 – 亀岡市宮前町
- 旧赤熊ロードパーク – 亀岡市東本梅町
- 東本梅町ふれあいセンター（東本梅町自治会館） – 亀岡市東本梅町
- 東本梅町グラウンド – 亀岡市東本梅町
- 亀岡市立森の自然こども園東本梅 – 亀岡市東本梅町

南丹市域
- 京都府立農芸高等学校 – 南丹市園部町南大谷
- 埴生城ハイキングコース – 南丹市園部町埴生
- 蛇ヶ谷ハイキングコース – 南丹市園部町埴生
- 埴生郵便局 – 南丹市園部町埴生
- NANTAN交流の家 – 南丹市園部町埴生
- あかまつの丘西本梅（旧南丹市立西本梅小学校） – 南丹市園部町南八田
- 南丹警察署 西本梅駐在所 – 南丹市園部町南八田
- JA京都 園部堆肥センター – 南丹市園部町宍人
- 園部町林業総合センター（園部町森林組合） – 南丹市園部町宍人
- 旧南丹市立摩気小学校 – 南丹市園部町宍人
- 南丹市園部船阪親水公園 – 南丹市園部町船阪

## 流域にある城跡
本梅川流域には10以上の城跡がある。主な城跡は、上流から順に次の通り。
亀岡市域
- 数掛山城跡 – 亀岡市本梅町
- 千軒寺跡 – 亀岡市本梅町
- 滝ヶ峰城跡 – 亀岡市本梅町
- 井内城跡（猪倉城跡） – 亀岡市宮前町
- 神尾山城跡 – 亀岡市宮前町
- 大平山城跡 – 亀岡市東本梅町

南丹市域
- 雨乞嶽城跡 – 南丹市園部町埴生
- 埴生城跡 – 南丹市園部町埴生
- 南八田城跡 – 南丹市園部町南八田
- 宍人城跡（宍人館跡） – 南丹市園部町宍人
- 半田城跡 – 南丹市園部町半田